# 루크 영블러드
루크 영블러드(Luke Youngblood, 1986년 ~ )는 잉글랜드의 배우이다.